# Isidore Singer
Pour les articles homonymes, voir Singer.
Ne doit pas être confondu avec Isadore Singer.
Isidore Singer est un auteur et éditeur autrichien (10 novembre 1859 - 20 février 1939), créateur et principal maître d'œuvre de la première encyclopédie du judaïsme, la Jewish Encyclopedia.

## Biographie
Isidore Singer naît le 10 novembre 1859 à Weisskirchen, Moravie. Il est étudiant à l'université de Berlin et de Vienne, où il obtient son doctorat en 1884. Cette même année, il fonde et publie le journal de littérature autrichienne, Allgemeine Oesterreichische Literaturzeitung, qu'il édite et publie à Vienne jusqu'en 1887, année où il obtient le poste de secrétaire et bibliothécaire attitré du comte Alexandre Foucher de Careil, ambassadeur de France à Vienne. Il accompagne l'ambassadeur à Paris, où il devient attaché au ministère des Affaires étrangères. Plus tard, en 1893-1894, il  devient fondateur et éditeur en chef du journal La Vraie Parole, qui se veut une réponse et une opposition au journal antisémite d'Édouard Drumont : La Libre Parole. Pendant l'affaire Dreyfus, Isidore Singer prend vigoureusement position dans son journal en faveur d'Alfred Dreyfus. En 1895, il immigre à New York, où il récolte les fonds nécessaires et publie  une « Encyclopédie de l'histoire et de l'évolution des mentalités de la race juive » (The Encyclopedia of the History and Mental Evolution of the Jewish Race) dont le titre a été ensuite remplacé par Jewish Encyclopedia.
Singer a aussi publié Russia at the Bar of the American People (New York, 1904), en mémoire du premier pogrom de Kichinev. Il a également été l'éditeur en chef de l’International Insurance Encyclopedia en 1909 et a coédité des œuvres classiques de la littérature allemande des XIXe et XXe siècles (20 volumes).

## Œuvres
- Berlin, Wien und der Antisemitismus, 1882
- Presse und Judenthum, 1882
- Sollen die Juden Christen Werden?, 1884, avec la contribution d'Ernest Renan
- Briefe Berühmter Christlicher Zeitgenossen über die Judenfrage, 1884
- Die Beiden Elektren—Humanistische Bildung und der Klassische Unterricht, 1884
- Auf dem Grabe Meiner Mutter 1888 (traduit en hébreu par Solomon Fuchs)
- Le Prestige de la France, 1889
- La Question Juive, 1893
- Anarchie et Antisémitisme, 1894
- Der Juden Kampf ums Recht, 1902.

## Sources
- (en)  Cet article contient des extraits de l'article « SINGER ISIDORE » par Cyrus Adler & Frank H. Vizetelly de la Jewish Encyclopedia de 1901–1906 dont le contenu se trouve dans le domaine public.
- (en) Site officiel de American Jewish Archives http://www.americanjewisharchives.org/aja/FindingAids/Singer.htm